# Исраилов, Иса
Иса́ Исраи́лов (1984 год, Грозный, Чечено-Ингушская АССР, РСФСР, СССР) — российский чеченский пауэрлифтер, чемпион и призёр чемпионата России, чемпион мира, обладатель Кубка мира, мастер спорта России международного класса.

## Спортивные результаты
| Дата               | Место проведения | Турнир                                                                               | Итоговое место | Весовая категория | Собственный вес (кг) | Приседания | Жим   | Тяга  | Сумма | Дивизион       |
| ------------------ | ---------------- | ------------------------------------------------------------------------------------ | -------------- | ----------------- | -------------------- | ---------- | ----- | ----- | ----- | -------------- |
| 27—31 мая 2014     | Сочи             | Кубок мира по пауэрлифтингу и в отдельных упражнениях                                | 1              | 125               | 124,10               | —          | 241   | —     | —     | без экипировки |
| 29 мая–3 июня 2012 | Сочи             | Чемпионат мира IPA по жиму                                                           | 1              | 125               | 120,70               | —          | 240   | —     | —     |                |
| 10–15 марта 2012   | Суздаль          | Чемпионат России по классическому жиму                                               | 1              | 120               | 120,40               | —          | 237,5 | —     | —     | без экипировки |
| 13–15 марта 2011   | п. Большевик     | II Чемпионат России по классическому жиму лёжа                                       | 3              | 120               | 125,30               | —          | 230   | —     | —     | без экипировки |
| 11–12 марта 2011   | п. Большевик     | Чемпионат России по пауэрлифтингу (жиму лёжа)                                        | 4              | 120               | 125,70               | —          | 280   | —     | —     | в экипировке   |
| 20–22 января 2010  | Чечня            | Территориальный чемпионат Южного и Центрального федеральных округов по пауэрлифтингу | 1              | 125               | 129,45               | 400        | 265   | 307,5 | 972,5 |                |
| 10–15 марта 2009   | Владимир         | Чемпионат России ФПР по пауэрлифтингу                                                | —              | 125               | 123,80               | 370        | 250   | 300   | 920   | в экипировке   |
| 20–23 января 2009  | Сочи             | Территориальный чемпионат Южного и Центрального федеральных округов России           | 1              | 125               | 123,50               | 380        | 250   | 315   | 945   | в экипировке   |
| 18–22 апреля 2007  | Сергиев Посад    | Чемпионат России ФПР по пауэрлифтингу среди юниоров                                  | 3              | 125               | 115,20               | 382,5      | 230   | 302,5 | 915   | в экипировке   |
| 19–21 января 2007  | Камышин          | Чемпионат Южного федерального округа России                                          | 2              | 125               | 117,50               | 370        | 210   | 300   | 880   | в экипировке   |
| 27–29 января 2006  | Обнинск          | Территориальный чемпионат Центрального и Южного федеральных округов России           | 5              | 125               | 115,10               | 360        | 200   | 270   | 830   | в экипировке   |